# Gorgorhynchinae
Sous-famille
Les Gorgorhynchinae sont une sous-famille d'acanthocéphales. Les acanthocéphales sont des vers à tête épineuse qui parasitent des vertébrés. Ils sont caractérisés par un proboscis rétractable portant des épines courbées en arrière qui leur permet de s'accrocher à la paroi intestinale de leurs hôtes.

## Liste des genres
Selon World Register of Marine Species (29 septembre 2019) :
- genre Australorhynchus Lebedev, 1967
- genre Cleaveius Subrahmanian, 1927
- genre Gorgorhynchus Chandler, 1934
- genre Leptorhynchoides Kostylev, 1924
- genre Metacanthocephaloides Yamaguti, 1959
- genre Metacanthocephalus Yamaguti, 1959
- genre Micracanthorhynchina Strand, 1936
- genre Pseudauchen Yamaguti, 1963

## Publication originale
- (en) Harley J. Van Cleave et David R. Lincicome, « A Reconsideration of the Acanthocephalan Family Rhadinorhynchidae », Journal of Parasitology, Chicago, American Society of Parasitologists (d), vol. 26, no 1,‎ février 1940, p. 75 (ISSN 0022-3395 et 1937-2345, OCLC 1606759, DOI 10.2307/3272266, JSTOR 3272266, lire en ligne).